# Udspring under sommer-OL 2016 – 3 meter springbræt (herrer)
Mændenes udsprinskonkurrence på 3 meter springbræt ved sommer-OL 2016 i Rio de Janeiro blev afholdt den 15. og 16. august på Maria Lenk Aquatic Center i Barra da Tijuca.

## Tidsoverigt
Alle times er brasiliansk tid (UTC−3)
| Dato                     | Tid         | Runde             |
| ------------------------ | ----------- | ----------------- |
| Mandag, 15. august 2016  | 15:15       | Indledende runde  |
| Tirsdag, 16. august 2016 | 10:00 18:00 | Semifinale Finale |

## Resultater
Grøn betegner finalister.
| Rank | Udspringer               | Indledende runde | Indledende runde | Semifinale  | Semifinale  | Finale      | Finale      | Finale      | Finale      | Finale      | Finale      | Finale      |
| Rank | Udspringer               | Point            | Rang             | Point       | Rang        | Spring 1    | Spring 2    | Spring 3    | Spring 4    | Spring 5    | Spring 6    | Point       |
| ---- | ------------------------ | ---------------- | ---------------- | ----------- | ----------- | ----------- | ----------- | ----------- | ----------- | ----------- | ----------- | ----------- |
| 1    | Cao Yuan (CHN)           | 498.70           | 1                | 489.10      | 1           | 85.00       | 94.50       | 94.50       | 90.00       | 86.70       | 96.90       | 547.60      |
| 2    | Jack Laugher (GBR)       | 439.95           | 7                | 389.40      | 12          | 81.60       | 91.00       | 90.10       | 76.05       | 96.90       | 88.20       | 523.85      |
| 3    | Patrick Hausding (GER)   | 440.00           | 6                | 413.50      | 10          | 63.00       | 89.25       | 79.55       | 83.30       | 98.80       | 85.00       | 498.90      |
| 4    | Evgeny Kuznetsov (RUS)   | 449.90           | 4                | 468.35      | 3           | 81.60       | 76.50       | 68.25       | 90.00       | 70.00       | 95.00       | 481.35      |
| 5    | Kristian Ipsen (USA)     | 461.35           | 3                | 437.70      | 7           | 72.00       | 75.00       | 72.85       | 89.25       | 77.00       | 89.70       | 475.80      |
| 6    | Illya Kvasha (UKR)       | 398.20           | 15               | 430.05      | 8           | 74.10       | 79.05       | 82.25       | 93.10       | 66.00       | 83.30       | 475.10      |
| 7    | Rommel Pacheco (MEX)     | 488.25           | 2                | 469.70      | 2           | 45.90       | 58.50       | 86.70       | 79.20       | 84.00       | 96.90       | 451.20      |
| 8    | Oliver Dingley (IRL)     | 399.80           | 13               | 414.25      | 9           | 74.40       | 81.60       | 76.50       | 69.00       | 61.50       | 79.90       | 442.90      |
| 9    | Cesar Castro (BRA)       | 398.85           | 14               | 442.45      | 6           | 72.00       | 77.50       | 76.50       | 70.50       | 63.00       | 76.50       | 436.00      |
| 10   | Michael Hixon (USA)      | 421.60           | 10               | 467.25      | 4           | 60.00       | 81.60       | 85.75       | 77.00       | 62.70       | 64.60       | 431.65      |
| 11   | Philippe Gagne (CAN)     | 400.75           | 12               | 445.40      | 5           | 72.00       | 63.55       | 73.10       | 71.40       | 64.75       | 80.50       | 425.30      |
| 12   | Sebastian Morales (COL)  | 447.05           | 5                | 406.55      | 11          | 65.10       | 76.50       | 42.00       | 34.20       | 70.20       | 76.50       | 364.50      |
| 13   | Michele Benedetti (ITA)  | 390.85           | 17               | 387.30      | 13          | Ikke videre | Ikke videre | Ikke videre | Ikke videre | Ikke videre | Ikke videre | Ikke videre |
| 14   | Yona Knight-Wisdom (JAM) | 416.55           | 11               | 381.40      | 14          | Ikke videre | Ikke videre | Ikke videre | Ikke videre | Ikke videre | Ikke videre | Ikke videre |
| 15   | Grant Nel (AUS)          | 395.05           | 16               | 368.35      | 15          | Ikke videre | Ikke videre | Ikke videre | Ikke videre | Ikke videre | Ikke videre | Ikke videre |
| 16   | Rodrigo Diego (MEX)      | 430.70           | 8                | 356.05      | 16          | Ikke videre | Ikke videre | Ikke videre | Ikke videre | Ikke videre | Ikke videre | Ikke videre |
| 17   | Stephan Feck (GER)       | 423.50           | 9                | 354.20      | 17          | Ikke videre | Ikke videre | Ikke videre | Ikke videre | Ikke videre | Ikke videre | Ikke videre |
| 18   | Ilya Zakharov (RUS)      | 389.90           | 18               | 345.60      | 18          | Ikke videre | Ikke videre | Ikke videre | Ikke videre | Ikke videre | Ikke videre | Ikke videre |
| 19   | Freddie Woodward (GBR)   | 388.15           | 19               | Ikke videre | Ikke videre | Ikke videre | Ikke videre | Ikke videre | Ikke videre | Ikke videre | Ikke videre | Ikke videre |
| 20   | Ken Terauchi (JPN)       | 380.85           | 20               | Ikke videre | Ikke videre | Ikke videre | Ikke videre | Ikke videre | Ikke videre | Ikke videre | Ikke videre | Ikke videre |
| 21   | He Chao (CHN)            | 380.35           | 21               | Ikke videre | Ikke videre | Ikke videre | Ikke videre | Ikke videre | Ikke videre | Ikke videre | Ikke videre | Ikke videre |
| 22   | Sho Sakai (JPN)          | 373.70           | 22               | Ikke videre | Ikke videre | Ikke videre | Ikke videre | Ikke videre | Ikke videre | Ikke videre | Ikke videre | Ikke videre |
| 23   | Matthieu Rosset (FRA)    | 373.40           | 23               | Ikke videre | Ikke videre | Ikke videre | Ikke videre | Ikke videre | Ikke videre | Ikke videre | Ikke videre | Ikke videre |
| 24   | Haram Woo (KOR)          | 364.10           | 24               | Ikke videre | Ikke videre | Ikke videre | Ikke videre | Ikke videre | Ikke videre | Ikke videre | Ikke videre | Ikke videre |
| 25   | Youssef Selim (EGY)      | 360.95           | 25               | Ikke videre | Ikke videre | Ikke videre | Ikke videre | Ikke videre | Ikke videre | Ikke videre | Ikke videre | Ikke videre |
| 26   | Kevin Chávez Banda (AUS) | 356.55           | 26               | Ikke videre | Ikke videre | Ikke videre | Ikke videre | Ikke videre | Ikke videre | Ikke videre | Ikke videre | Ikke videre |
| 27   | Constantin Blaha (AUT)   | 351.95           | 27               | Ikke videre | Ikke videre | Ikke videre | Ikke videre | Ikke videre | Ikke videre | Ikke videre | Ikke videre | Ikke videre |
| 28   | Andrea Chiarabini (ITA)  | 350.40           | 28               | Ikke videre | Ikke videre | Ikke videre | Ikke videre | Ikke videre | Ikke videre | Ikke videre | Ikke videre | Ikke videre |
| 29   | Ahmad Amsyar Azman (MAS) | 341.70           | 29               | Ikke videre | Ikke videre | Ikke videre | Ikke videre | Ikke videre | Ikke videre | Ikke videre | Ikke videre | Ikke videre |